# Épousez-moi, chérie !
Pour plus de détails, voir Fiche technique et Distribution.
Épousez-moi, chérie ! (titre original : Hold That Blonde!) est un film américain en noir et blanc réalisé par George Marshall, sorti en 1945.

## Synopsis
Le cleptomane Ogden Spencer Trulow III vole un poudrier à la belle Sally, dont il tombe vite amoureux. Il découvre bientôt qu’elle fait partie d'un gang de voleurs de bijoux.

## Fiche technique
- Titre original : Hold That Blonde!
- Titre français : Épousez-moi, chérie !
- Titre belge : La Belle complice
- Réalisation : George Marshall
- Scénario : Walter DeLeon, Earl Baldwin
- Photographie : Daniel L. Fapp
- Montage : LeRoy Stone
- Musique : Werner R. Heymann
- costumes : Edith Head
- Production : Paul Jones
- Société de production : Paramount Pictures
- Société de distribution : Paramount Pictures
- Pays de production :  États-Unis
- Langue originale : anglais américain
- Format : noir et blanc — 35 mm — 1.37:1 — son : mono (Western Electric Recording)
- Genre : comédie romantique, comédie policière
- Durée : 76 min
- Dates de sortie :
  - États-Unis : 23 novembre 1945
  - France : 5 octobre 1949
- Affiche : Boris Grinsson (France)

## Distribution
- Eddie Bracken : Ogden Spencer Trulow III
- Veronica Lake : Sally Martin
- Albert Dekker : l’inspecteur de police Callahan
- Frank Fenton : Mr. Phillips
- George Zucco : Dr. Pavel Storasky
- Donald MacBride : Mr. Kratz
- Lewis L. Russell : Henry Carteret
- Norma Varden : Flora Carteret
- Ralph Peters : Mr. Reddy
- Lyle Latell : Tony
- Edmund MacDonald : Slasher
- Jack Norton : l'ivrogne
- Willie Best : Willie Shelley